# Streifenastrilde
Streifenastrilde (Pytilia) ist die Bezeichnung für eine Gattung der Familie der Prachtfinken. Es sind vier oder fünf Arten mit zahlreichen Unterarten beschrieben, die alle ausschließlich in Afrika vorkommen.

## Beschreibung
Streifenastrilde erreichen eine Körperlänge zwischen elf und 13 Zentimeter. Alle Arten haben auf der Körperunterseite ein quergebändertes Gefieder. Rotmaskenastrild, Wienerastrild und Buntastrild haben eine rote Gesichtsmaske, die beim Auroraastrild fehlt. Das Vorkommen erstreckt sich über Afrika, südlich der Sahara. Beim Auroraastrild verläuft das Verbreitungsgebiet als schmaler Streifen durch den südlichen Teil der Trockensavanne, der Rotmaskenastrild kommt im westafrikanischen Savannengebiet vor. Beide Arten kommen in weiten Teilen ihres Verbreitungsgebietes nur sporadisch vor. Der Wienerastrild besiedelt Ostafrika einschließlich der Insel Sansibar.

Die größte Verbreitung hat der Buntastrild, für den zehn gegenwärtig anerkannte Unterarten beschrieben sind. Sie werden in eine rotzügelige und eine grauzügelige Unterartengruppe getrennt. Die Unterscheidung erfolgt nicht nur über die Gefiederfärbung, sondern auch über sehr differenzierte Gesangsmuster in beiden Gruppen, die eine Hybridisierung in Kontaktzonen verhindert.
Wienerastrild, Auroraastrild und Rotmaskenastrild halten sich hauptsächlich in Bäumen und Büschen auf, gehen zur Nahrungssuche aber auch auf den Boden. Beim Buntastrild ist die Nahrungssuche auf dem Boden etwas ausgeprägter. Der Buntastrild ist der am wenigsten soziale Vogel unter den Streifenastrilden. Er lebt überwiegend paarweise und kommt nur am Ende der Brutzeit in kleinen Familiengruppen vor. Die Nahrung aller vier Streifenastrilde besteht zu einem großen Teil aus Insekten. Die Gelege bestehen aus zwei bis sechs weißschaligen Eiern. Streifenastrilde sind Brutwirte von Witwenvögeln der Gattung Vidua (früher Steganura).

## Haltung
Alle vier beziehungsweise fünf Arten wurden in Europa schon im 19. Jahrhundert gehalten, spielen aber in der Ziervogelhaltung eine verhältnismäßig untergeordnete Rolle. Dazu tragen ihre spezifischen Nahrungsansprüche bei. Ihre Pflege erfordert eine große Auswahl animalischer Futterstoffe. Während Bunt- und Auroraastrilde Wachsmottenlarven in der Regel gerne fressen, lehnen Wienerastrilde diese meist ab und müssen während des Winterhalbjahres mit gefrosteten Ameisenpuppen gefüttert werden. Sie sind außerdem während der Brutzeit unverträgliche Vögel und können daher nur eingeschränkt mit Artgenossen beziehungsweise anderen Prachtfinkenarten vergesellschaftet werden. Für die Käfighaltung sind sie ungeeignet und benötigen geräumige Innenvolieren.
In geringer Stückzahl kommen Streifenastrilde als Wildfänge regelmäßig in den Handel, sind aber aufgrund nicht artgerechter Ernährung während des Transports oft in einer gesundheitlich schlechten Verfassung. Alle Arten werden in geringer Zahl in Europa gezüchtet.

## Arten

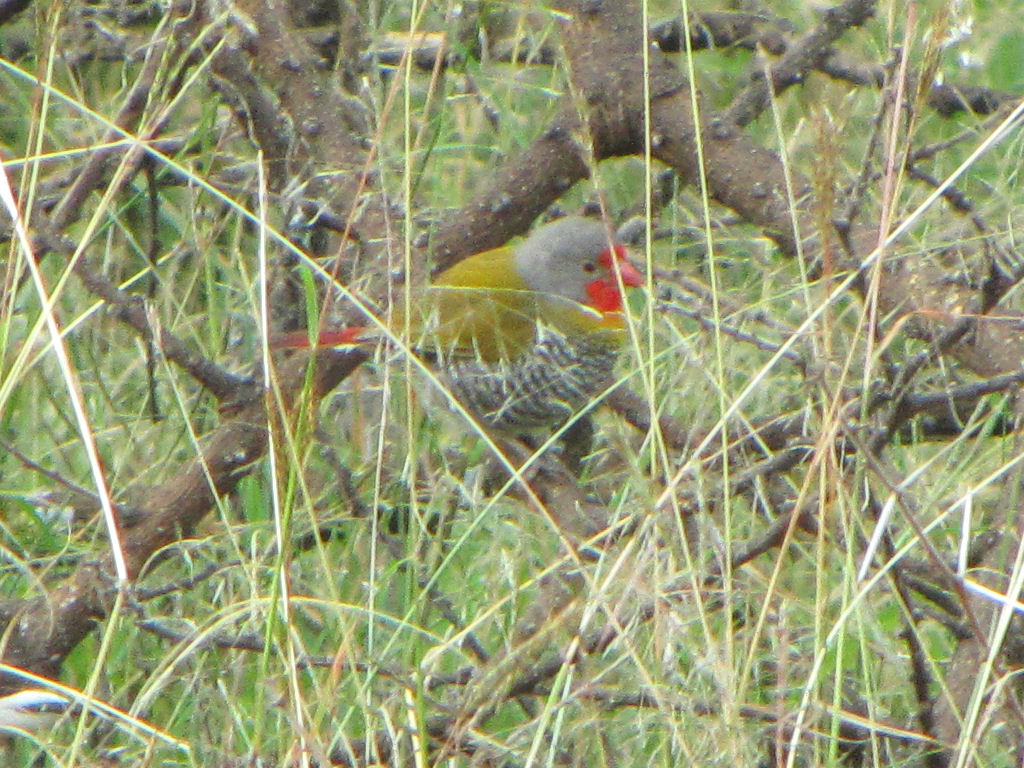
Serengeti, Tansania

Zu den Streifenastrilden gehören die folgenden vier beziehungsweise fünf Arten und Unterarten:
- Buntastrild Pytilia melba (Linnaeus, 1758)
  - Pytilia melba melba (Linnaeus, 1758)
  - Pytilia melba citerior Strickland, 1853
  - Pytilia melba flavicaudata Welch & Welch, 1988
  - Pytilia melba soudanensis (Sharpe, 1890)
  - Pytilia melba jessei Shelley, 1903
  - Pytilia melba belli Ogilvie-Grant, 1907
  - Pytilia melba percivali Someren, 1919
  - Pytilia melba grotei Reichenow, 1919
  - Pytilia melba thamnophila Clancey, 1957
  - Pytilia melba hygrophila Irwin & Benson, 1967
- Wienerastrild Pytilia afra (Gmelin, 1789)
- Auroraastrild Pytilia phoenicoptera Swainson, 1837
  - Pytilia phoenicoptera phoenicoptera Swainson, 1837
  - Pytilia phoenicoptera emini Hartert, E, 1899
- Streifenastrild Pytilia lineata Heuglin, 1863 (wird sowohl als Unterart von Pytilia phoenicoptera als auch als eigenständige Art erkannt[5]).
- Rotmaskenastrild Pytilia hypogrammica Sharpe, 1870

## Belege

### Einzelbelege
1. ↑   Nicolai, J. (1977): Der Rotmaskenastrild (Pytilia hypogrammica) als Wirt der Togo-Paradieswitwe (Stegonura togoensis). J. Orn. 118: 175–188
2. ↑   Nicolai et al., S. 58
3. ↑   Nicolai, S. 63
4. ↑   https://avibase.bsc-eoc.org/species.jsp?lang=DE&avibaseid=C08C7F959E44E626
5. ↑  Howard, R., Moore, A. &  E.C. Dickinson (2003): The Howard and Moore Complete Checklist of Birds of the World. Princeton University Press, Rev. and Enl. 3rd Ed. ISBN 978-0691117010